# Wierchomla
Wierchomla est un village composé de Wierchomla Wielka et de Wierchomla Mała, situé près de Piwniczna-Zdrój dans la Voïvodie de Petite-Pologne, dans le sud de la Pologne.
Une petite station de ski a été développée à proximité du village.